# لوریوم
لوریوم (به لاتین: Laurium) یک شهرک در یونان است که در Lavreotiki Municipality واقع شده‌است. لوریوم ۷٬۰۷۸ نفر جمعیت دارد.

## خواهرخوانده
شهرهای الکسیناک و منگلیا خواهرخوانده‌های لوریوم هستند.